# Psychotria howcroftii
Psychotria howcroftii är en måreväxtart som beskrevs av W.N.Takeuchi. Psychotria howcroftii ingår i släktet Psychotria och familjen måreväxter. Inga underarter finns listade i Catalogue of Life.